# 랴오허
랴오허(중국어 간체자: 辽河, 정체자: 遼河, 병음: Liáo Hé)는 중국 동북부 남부의 주요 강이자 중국의 7대 주요 수계 중 하나이다. 그 이름은 남부 만주의 역사적 지명인 랴오 지역에서 유래했으며, 랴오닝성, 랴오둥반도, 요나라 역시 이 이름에서 파생되었다. 이 강은 또한 동북 지역에서 "어머니 강"으로도 널리 알려져 있다. 길이가 1,345 킬로미터 (836 mi)에 달하는 랴오허 수계는 232,000 제곱킬로미터 (90,000 mi2) 이상의 유역 분지를 배수하지만, 평균 유량은 약 500 cubic metres per second (18,000 cu ft/s)에 불과하며, 이는 주강의 약 20분의 1 수준으로 매우 적다. 랴오허는 많은 부분이 황토로 이루어진 황토 지대를 통과하기 때문에 퇴적물 부하량이 매우 높다.
랴오허는 현대 랴오닝성을 랴오둥("랴오 동쪽")과 랴오시("랴오 서쪽")라는 두 개의 넓은 지역으로 나누는 중요한 지리적 경계선이기도 하다. 역사적으로 이 경계는 강 자체를 기준으로 한 것이 아니라, 이우뤼산 동쪽에서 신민부터 판산까지 랴오허 하류의 오른쪽(서쪽) 제방에 한때 존재했던 랴오쩌(辽泽)로 알려진 큰 습지를 기반으로 했다.

## 흐름
랴오허는 서쪽의 시랴오허와 동쪽의 둥랴오허라는 두 주요 지류가 합류하여 형성된다. 서쪽 지류는 전적으로 내몽골 자치구에 위치하며, 북위 약 43도 25분, 동경 120도 45분 지점에서 시라무룬허와 라오하허가 합류하여 형성되고, 하류에서는 신카이허라는 또 다른 지류가 합류하여 강화된다. 동쪽 지류는 지린성 서부에서 발원하여 S자형으로 흐르다가 북위 약 42도 59분, 동경 123도 33분 지점의 랴오닝, 지린, 내몽골의 접경 지역 근처에서 서쪽 지류와 만난다.
그 결과 형성된 본류인 랴오허 본류는 이후 랴오닝성으로 진입하여 둥베이 평원을 따라 남쪽으로 흐르며 도중에 수많은 지류를 받는다. 톄링현 핑딩바오진 근처에서 서쪽으로 꺾여 더 많은 지류를 받은 후, 쥐류허 (巨流河, "거대한 흐름의 강")라는 드물게 사용되는 별명을 얻는다. 랴오허는 이후 남서쪽으로 흐르다가 타이안현의 류젠팡 수문 관측소(六间房水文站) 근처에 도달하고, 역사적으로 두 하천으로 갈라져 랴오허 삼각주 (辽河三角洲)를 형성한다. 원래는 더 작았던 삼각주의 서쪽 지류는 2011년까지 솽타이쯔허 (双台子河)라고 불렸으며, 판진시의 판산현에서 라오양허 지류를 받은 후 다와현 서쪽의 보하이해 랴오둥만으로 흘러든다. 원래는 더 크고 랴오허 하류의 본류였던 동쪽 지류는 와이랴오허 (外辽河, "외부 랴오허")라고 불렸다. 와이랴오허는 남쪽으로 흐르면서 두 개의 큰 지류인 훈허와 타이쯔허를 받아들이며, 이 합류 지점은 현지에서 "싼차허" (三岔河, "삼지창 강")라고 불리며, 이후 다랴오허 (大辽河, "대 랴오허")라는 새로운 이름을 얻어 잉커우 서쪽의 랴오둥만으로 흘러든다.
그러나 랴오허 삼각주는 부드러운 퇴적토로 이루어진 평탄한 지형으로, 구불구불한 수로가 있어 경로 변경의 역사가 길다. 이는 해당 지역의 낮은 표고로 인한 폭풍해일 위험과 맞물려 홍수 통제에 큰 문제를 야기했다. 랴오허 수계 해안 지역의 이러한 홍수 위험은 다랴오허 하구에 바로 인접해 있고 200만 명의 인구가 거주하는 잉커우에 특히 위협적이었다. 1958년, 류젠팡에 위치한 와이랴오허 상류는 하천공학 프로젝트를 통해 차단되었고, 랴오허 본류의 물은 전적으로 솽타이쯔허(2011년 단순히 "랴오허"로 개명됨)로 방향이 바뀌어, 사실상 훈허와 타이쯔허를 랴오허 수계에서 분리시켰다. 따라서 다랴오허 수계는 1958년부터 자체적인 독립 수계로 간주되며, 훈허와 타이쯔허는 더 이상 랴오허의 지류가 아니다. 또한, 와이랴오허의 상류 흐름이 차단됨에 따라 랴오허는 더 이상 어떤 지류도 가지지 않게 되어, 랴오허 삼각주도 기술적으로는 1958년부터 소멸되었지만, 이 용어는 랴오허의 왼쪽 제방과 와이랴오허/다랴오허의 오른쪽 제방 사이의 판진시 지역을 설명하는 데 여전히 사용된다.

## 지류

### 주요 지류
- 시랴오허(西辽河, "서쪽 랴오허"), 역사적으로 황허(潢水)라고도 알려졌으며, 랴오허의 가장 큰 지류로, 449 킬로미터 (279 mi)를 흐르며 136,000 제곱킬로미터 (53,000 mi2)의 유역을 배수한다. 시랴오허는 남서쪽에서 흐르는 라오하허(老哈河)와 서쪽에서 흐르는 시라무룬허(西拉木伦河)의 합류로 형성되며, 전체 길이가 내몽골 자치구 내에서 동쪽으로 흐른다. 하류에서는 큰 지류인 신카이허(新开河)가 합류하는데, 이 강은 싱안 산맥의 남동쪽 경사면을 배수하며, 상류에서는 뇌우 후에만 물이 흐르고, 솽랴오 시에서 북쪽으로 8 킬로미터 (5 mi) 떨어진 지점에서 남동쪽으로 꺾여 랴오닝성, 지린성, 내몽골의 공통 경계 근처에서 둥랴오허와 합류하여 랴오허 본류를 형성한다.
- 둥랴오허(东辽河, "동쪽 랴오허")는 랴오허의 또 다른 주요 지류로, 360 킬로미터 (220 mi)를 흐르며 11,500 제곱킬로미터 (4,400 mi2)의 유역을 배수하고, 88개의 지류가 있으며 그 중 23개는 상당한 크기이다. 그 발원지는 지린성 둥랴오현 근처의 낮은 산에서 시작되며, 전체 길이의 80% 이상이 이곳에 위치한다. 둥랴오허는 이후 랴오닝성을 통해 짧은 서쪽 코스를 지나 지린성으로 다시 북쪽으로 꺾인 후 남서쪽으로 꺾여 시랴오허와 합류한다.

### 소규모 지류
다음 지류들은 랴오닝성 내에서 랴오허 본류로 유입된다.
- 쑤타이허(苏台河)
- 칭허(清河)
- 차이허(柴河)
- 판허(泛河)
- 슈수이허(秀水河)
- 양시무허(养息牧河)
- 류허(柳河)
- 라오양허(绕阳河)

### 옛 지류
- 훈허(浑河, "흙탕물 강"), 역사적으로 소랴오수(小辽水) 또는 선수(沈水)라고도 알려졌으며, 이전에는 시랴오허 다음으로 랴오허의 두 번째로 큰 지류였다. 415 킬로미터 (258 mi)를 흐르며 11,500 제곱킬로미터 (4,400 mi2)의 유역을 배수하는 훈허는 자체적으로 수많은 지류를 가지고 있으며, 그 중 31개는 유역 면적이 100 제곱킬로미터 (39 mi2)보다 크다. 이 강은 성도이자 최대 도시(또한 동북아 전체에서)인 선양시와 10번째로 큰 도시인 푸순시를 포함하여 랴오닝성에서 가장 인구가 많은 지역을 통과한다. 이 강은 빠른 유속과 높은 퇴적물 부하로 인해 탁한 모습에서 현재의 이름을 얻었다. 훈허의 발원지는 창바이산맥의 한 지류인 첸산산맥에서 시작되며, 이곳에서 강은 나루수(纳噜水) 또는 홍허(红河)라고도 불리며, 5,437 세제곱킬로미터 (1,304 cu mi) 규모의 다훠팡 저수지(大伙房水库)로 흘러들어 선양, 푸순, 랴오양, 안산, 판진, 잉커우, 다롄 주변 도시에 식수를 공급한다. 강의 중류는 또한 선허라고 불렸으며, 이로 인해 북쪽에 위치한 선양이라는 수도 이름이 붙여졌고, 하류는 또한 하리허(蛤蜊河, "조개 강")라고 불린다.

1958년 이전에는 훈허가 하이청 근처에서 와이랴오허와 합류한 후 타이쯔허와 합류했는데, 이 세 강의 합류 지점은 "싼차허"로도 알려져 있었으며, 랴오둥만으로 흐르는 다랴오허를 형성했다. 그러나 1958년, 잉커우 근처 해안 지역의 홍수 통제 문제를 해결하기 위해 하천 공학 프로젝트가 수행되었다. 류젠팡의 와이랴오허 상류는 차단되어 랴오허 물줄기를 솽타이쯔허 쪽으로 돌려 사실상 훈허와 타이쯔허를 랴오허 수계의 본류에서 분리시켰다. 따라서 1958년부터 훈허와 타이쯔허는 자체적인 독립적인 수계로 간주되며, 더 이상 랴오허의 지류가 아니다.
- 타이쯔허(太子河, "태자 강"), 역사적으로 옌수(衍水) 또는 량수(梁水)라고도 알려졌으며, 진나라의 정복을 피해 암살 시도에 실패한 연나라 연나라의 단 태자가 마지막으로 피난했던 장소라는 전설에 따라 이름이 붙여졌다. 이전에는 랴오허의 세 번째로 큰 지류였으며, 413 킬로미터 (257 mi)를 흐르며 13,900 제곱킬로미터 (5,400 mi2)의 유역을 배수했다. 타이쯔허는 북쪽으로 평행하게 흐르는 훈허와 마찬가지로 번시, 안산, 랴오양과 같은 랴오닝성 남부의 가장 중요한 농업 및 산업 지역을 통과한다. 자매 강인 훈허처럼 타이쯔허는 수많은 지류를 가지고 있으며, 그 중 두 개의 가장 큰 지류는 합류하여 형성된다. 그 발원지는 번시와 푸순 사이의 구릉 지역에서 시작되며, 유명한 번시 수이둥이 있다. 훈허와 마찬가지로 타이쯔허는 1958년 와이랴오허 상류가 폐쇄된 이후 더 이상 랴오허의 지류가 아니다.

## 같이 보기
- 화베이 평원
- 황투고원
- 아시아의 강 목록
- 중화인민공화국의 강 목록